# Ansitz Angerheim (Lana)

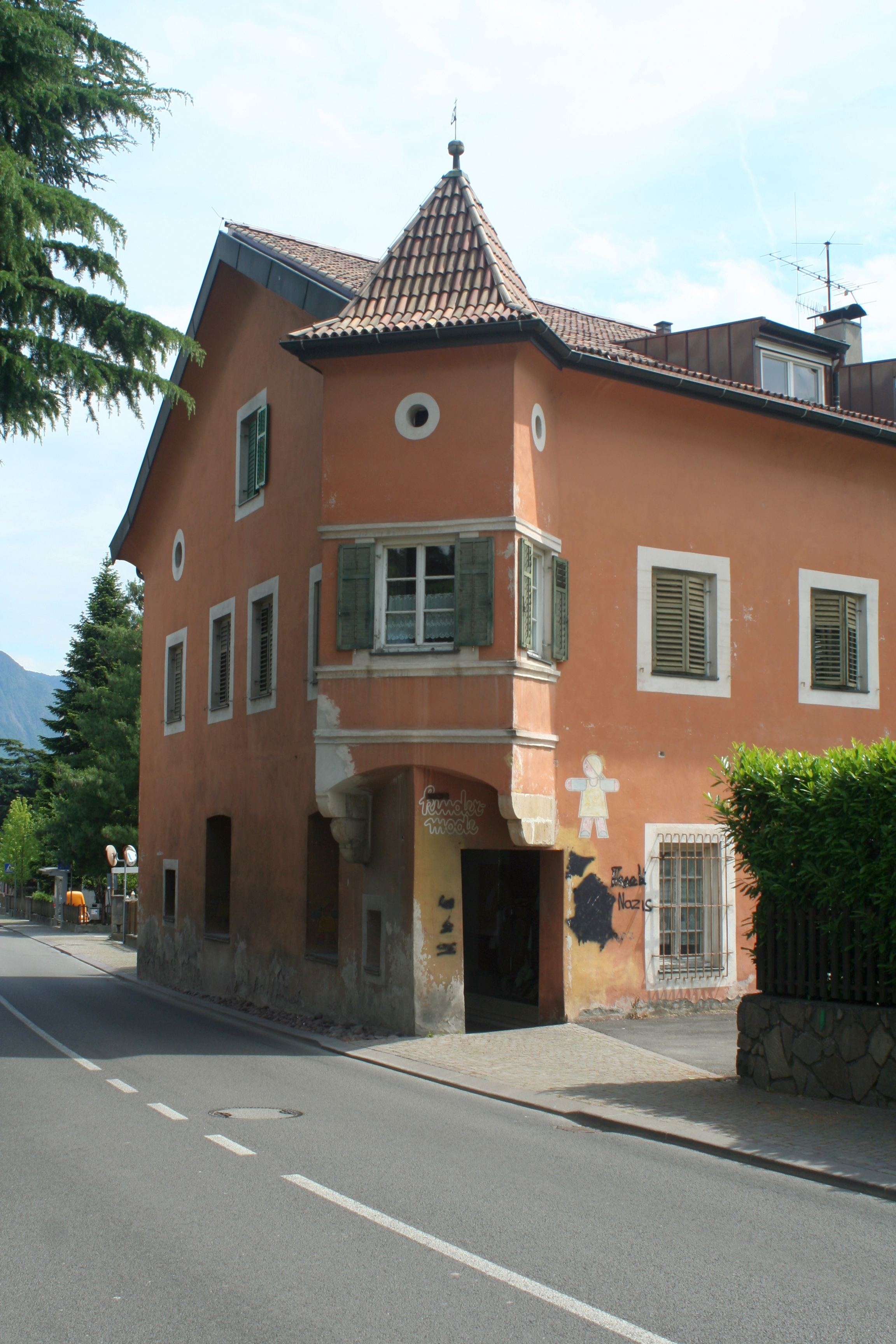
Ansitz Angerheim in Lana

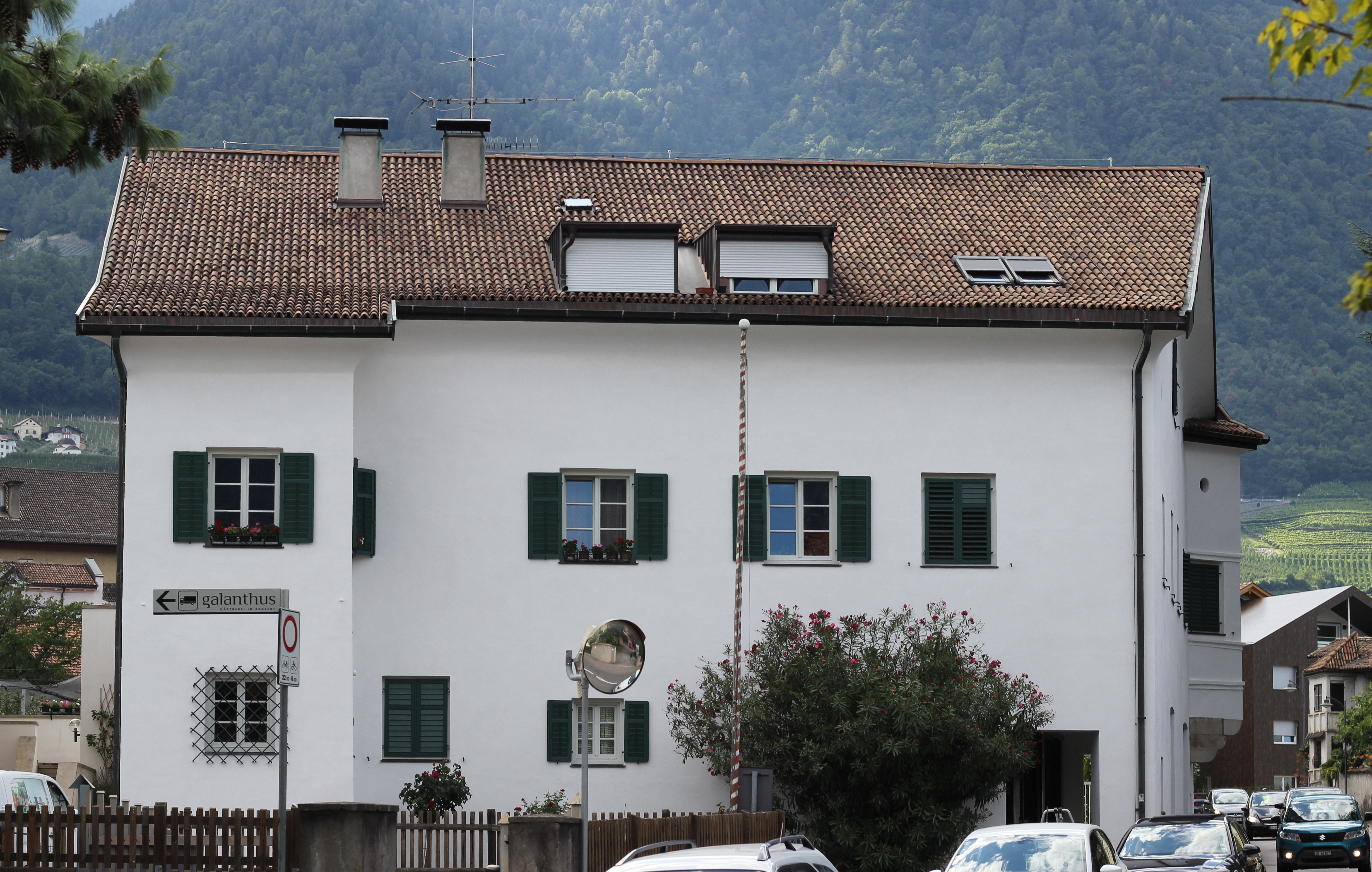
Seitenansicht

Der Ansitz Angerheim ist ein geschütztes Baudenkmal der Marktgemeinde Lana in Südtirol. Er ist zu unterscheiden vom Ansitz Angerheim in Meran.

## Geschichte
Der Ansitz wurde bereits im 16. Jahrhundert erwähnt. Als Besitzer werden die Herren von Goldegg genannt, bis es in die Hände des Geschlechtes Grabmayr gelangte. Meist als Amtsleute beim dortigen Gericht tätig, erscheint die Familie seit Anfang des 17. Jahrhunderts in Lana. Daraus erhielt am 4. August 1708 der Wundarzt in Lana Jakob Grabmayr einen Wappenbrief. Am 21. Oktober 1779 wurde der Richter der Herrschaft Stein unter Lebenberg Johann Anton Grabmayr und spätere Amtmann des Deutschen Ordens in Schlanders mit dem Prädikat „von Angerheim“ in den erblichen Adelsstand erhoben und nannte sich somit nach seinem ererbten Ansitz. Er ließ sich später als Advokat in Bozen nieder. Kaiser Franz Joseph I. erhob seinen Nachkommen, den k. k. Oberlandesgerichtsrat und Träger des Ordens der Eisernen Krone III. Klasse Maximilian Grabmayr Edler von Angerheim mit dem Prädikat "von Angerheim" am 10. Oktober 1867 in den erblichen Ritterstand. Am 3. August 1979 erfolgte die Unterschutzstellung von Angerheim.

## Beschreibung
Der Bau besitzt einen Eckerker auf Steinkonsolen sowie an der Nordfassade eine Fußgängerpassage. Im Innenbereich befindet sich im ersten Stock eine getäfelte Stube, die mit einer Balkendecke aus dem Ende des 16. Jahrhunderts versehen ist. Der Erker besitzt ein Gratgewölbe. Im zweiten Stock ist ein Raum mit einer Kassettendecke aus dem 17. Jahrhundert ausgestattet.